# Hiram Sherman
Hiram Sherman (11 de febrero de 1908-11 de abril de 1989) fue un actor teatral, cinematográfico y televisivo de nacionalidad estadounidense.

## Biografía
Nacido en Boston, Massachusetts, en 1934 Sherman estrenó en el circuito de Broadway una comedia escrita por él, Too Much Party. Fue su único intento como dramaturgo. Dos años más tarde hizo su primera actuación en Horse Eats Hat. Entre las obras teatrales en las que participó figuran Julio César, Very Warm for May, Cyrano de Bergerac, Boyd's Daughter (la cual además dirigió), Mary, Mary, Two's Company, y How Now, Dow Jones, ganando el Premio Tony al mejor actor de reparto en un musical por las dos últimas.
Entre los múltiples trabajos televisivos de Sherman figuran actuaciones en series de antología como Kraft Television Theatre, Studio One, The Alcoa Hour, y Hallmark Hall of Fame, además de un papel regular en la serie de humor de Tammy Grimes. Como actor cinematográfico pueden mencionarse sus trabajos en The Solid Gold Cadillac y Oh Dad, Poor Dad, Mama's Hung You in the Closet and I'm Feeling So Sad.
Hiram Sherman falleció a causa de un accidente cerebrovascular en Springfield (Illinois) en 1989.